# Ricardo Esqueda
Ricardo Esqueda (* 25. Februar 1981 in Aguascalientes, Aguascalientes) ist ein mexikanischer Fußballspieler, der zu Beginn seiner Karriere meist auf der Position eines Stürmers und zuletzt häufiger im offensiven Mittelfeld eingesetzt wurde.

## Leben
Sein Debüt in der mexikanischen Primera División gab Esqueda am 14. Oktober 2001 in einem Heimspiel gegen den CF Monterrey. Es war kein Einstand nach Maß, denn seine Mannschaft geriet schnell mit 0:2 in Rückstand und Esqueda wurde in der 39. Minute ausgewechselt. Später kassierten die Tuzos sogar noch das 0:3, erzielten aber ihrerseits zwischen der 64. und 75. Minute drei Tore und sicherten sich somit noch einen Punkt zum 3:3-Endstand. Seinen zweiten Einsatz am 23. März 2002 bestritt er in der Rückrunde derselben Saison gegen denselben Gegner. Esqueda wurde in der 75. Minute beim Stand von 1:0 für Monterrey eingewechselt, was zugleich auch das Endergebnis war.
Obwohl Esqueda einen insgesamt so unglücklichen Einstand bei den Tuzos hatte und bis Mai 2004 nur zu insgesamt 16 Erstliga-Einsätzen kam, war Pachuca zugleich seine erfolgreichste Station, weil er mit der Mannschaft in diesem Zeitraum zweimal den Meistertitel gewann.
Zwischen 2004 und 2007 spielte er für die Pachuca-Farmteams Pachuca Juniors und Indios de Ciudad Juárez in der zweitklassigen Primera División 'A', bevor er in der Saison 2006/07 noch einmal für Pachuca in der ersten Liga zum Einsatz kam. Er spielte fortan jedoch wieder für die Indios, mit denen er 2008 in die erste Liga aufstieg und es in den folgenden zwei Spielzeiten für die Indios zu 49 Erstligaeinsätzen brachte, in denen er fünf Treffer erzielte. Seine ersten beiden Treffer gelangen ihm am 11. Oktober 2008 in einem Auswärtsspiel beim  CF Atlante, das 3:3 endete.
Nach dem Abstieg der Indios zum Ende der Saison 2009/10 wechselte Esqueda zu den Jaguares de Chiapas, wo er ebenfalls Stammspieler war und in seinem allerletzten Spiel für die Jaguares am 3. Mai 2013 den Führungstreffer zum 1:0 beim 2:1-Sieg gegen seinen Exverein Pachuca erzielte.
Seit Sommer 2013 steht er bei den Gallos Blancos de Querétaro unter Vertrag.

## Erfolge
- Mexikanischer Meister: Invierno 2001, Apertura 2003
- Mexikanischer Zweitligameister: Apertura 2007